# Lokasoft
Lokasoft is een bedrijf dat sinds 1992 schaakprogramma's ontwikkelt en verkoopt. 
Het eerste programma van Lokasoft was het programma LChess. Dit programma lag ten grondslag aan de latere Schaakmeester versies. 
In 2002 is Schroder BV, bekend van het schaakprogramma REBEL gestopt met haar activiteiten. Lokasoft heeft dit voortgezet. Sindsdien verkoopt dit bedrijf ook de sterkere programma's Rebel, Chess Tiger en Gandalf. 